# Сергій Мардан
Сергі́й Олекса́ндрович Ключенко́в (псевдоніми Сергій Мардан, "Фашиствующий пигмей", Сергій Лелека (рос. Сергей Александрович Ключенков, Сергей Лелека, Сергей Мардан), нар. 11 липня 1969, село Вареж, Павловський район, Горьківська область, РРФСР, СРСР) — російський пропагандист газети «Комсомольська правда» та однойменного радіо, каналу «Соловьёв LIVE». Пропагандист та українофоб. Став широко відомим після розмови в прямому ефірі, в якій запропонував, що всіх українських учителів, які відмовились викладати в школах після російської окупації, слід закрити в маленькому акуратному концтаборі, влаштованому в Запорізькій області під палаючим сонцем.

## Біографія
Народився 11 липня 1969 року в Горьківській, нині Нижньогородській області Росії. 1992 року закінчив міжнародне відділення факультету журналістики Московського державного університета ім. М. В. Ломоносова.
1992–1995 роки — кореспондент газети «Коммерсантъ» (Москва).
1995–1997 роки — директор з реклами, комерційний директор журналу «Профиль» (Москва).
1997–2001 роки — комерційний директор тижневика «Компания» (Москва).
З 2001 року — менеджер проєкту нового щотижневого журналу «Афиша индастриз» (Москва).
З серпня 2001 року — генеральний директор газети «Метро» (Москва).
Серпень 2002 — вересень 2003 року — генеральний директор ВАТ «Концерн «Системы масс-медиа» (СММ), що включає 25 компаній, у тому числі газети «Россия», «Метро», «Литературная газета», інформаційне агентство «Росбалт», радіостанції «Говорит Москва» та «Общественное российское радио», Групу компаній «Наша пресса».
З вересня 2003 року — управляючий директор ВАТ «Концерн «Системы масс-медиа».
Серпень — листопад 2005 року — віцепрезидент Інвестиційної компанії «Промсвязькапитал», генеральний директор холдингу «Аргументы и Факты» («АиФ»).
2006–2007 роки — генеральний директор компанії Entertime (timeout.ru, film.ru, gurman.ru).
2008 року — виконавчий продюсер Порталу MSN (msn.ru) (Майкрософт Рус).
Бере участь у різноманітних шоу на російському телебаченні, на каналі «Соловьёв LIVE», журналіст «Комсомольської правди» та ведучий радіопрограми «Вечірній диван».

## Премії та відзнаки
Лауреат Національної премії в галузі медіабізнесу «Медіа-менеджер Росії» (2002, 2003, 2007).

## Кримінальне розслідування
1 липня 2023 року на підставі зібраних доказів слідчі Служби безпеки повідомили Сергію Ключенкову про підозру за трьома статтями ККУ:
- ч. 2 ст. 109 (публічні заклики до насильницької зміни чи повалення конституційного ладу або до захоплення державної влади, а також розповсюдження матеріалів із закликами до вчинення таких дій);
- ч. 3 ст. 436-2 (виправдовування, визнання правомірною, заперечення збройної агресії РФ проти України, розпочатої у 2014 році, а також виготовлення та поширення таких матеріалів з використанням ЗМІ);
- ч. 2 ст. 442 (публічні заклики до геноциду, а також виготовлення матеріалів із закликами до геноциду з метою їх розповсюдження або розповсюдження таких матеріалів).

Тривають комплексні заходи для притягнення до відповідальності за злочини проти України. (Зловмиснику загрожує до 8 років тюрми)

## Родина
- Дружина — Ключенкова Анастасія Борисівна, до шлюбу Векшина (нар. 8 серпня 1977), побралися в 1998 році[13].
- Син — Микита (нар. 9 липня 1998)[13][14].
- Донька — Анастасія (нар. 1 червня 2007)[13].